# حسام الدين علي البدليسي
حسام الدين علي البدليسي النوربخشي (توفي سنة 1494/95) مؤلف مسلم صوفيّ كردي. كان والد المؤرخ الشهير إدريس البدليسي.
وفقًا لتحسين يازجي (في الموسوعة الإيرانية)، لا يُعرف أي شيء عن حياة حسام الدين المبكرة؛ ومع ذلك، يُضيف أن أعماله تحمل أدلة على حقيقة أنه كان متعلمًا جيدًا وكان على دراية باللغتين الفارسية والعربية. إما قبل إكمال تعليمه، أو بعده، أصبح حسام الدين عضوًا في الطريقة الصوفية النوربخشية [الإنجليزية]. كانت الطريقة النوربخشية نفسها فرعًا من الطريقة الكبروية (التي أسسها نجم الدين الكبرى). يعتقد يازجي أنه من المحتمل أن حسام الدين أصبح تابعًا وخليفةً في نهاية المطاف للمؤسس الفعلي المزعوم للطريقة؛ محمد نوربخش (توفي عام 1465).
توفي في بدليس سنة 1494/95م، ودُفن هناك.

## الأعمال
باللغة الفارسية: 
- شرح غلشان راز
- أطوار سبع قلب
- كلمات ومقالات

باللغة العربية: 
- جامع التنزيل والتأويل
- شرح استصلاح الصوفية